# Награды Комитета по делам воинов-интернационалистов
Наградная деятельность Комитета по делам воинов-интернационалистов при Совете глав правительств государств-участников Содружества независимых государств (КДВИ СНГ) является одним из ключевых направлений деятельности данной организации. Как отметил сам руководитель комитета Руслан Аушев, важнейшей частью работы организации является увековечивание памяти подвигов и ратной службы ветеранов, принимавших участие в различных военных конфликтах. Учитывая, что в Российской Федерации, государственных наград, учреждённых специально для воинов-интернационалистов выпущено не было, деятельность по награждению юбилейными и памятными знаками видится руководству комитета чрезвычайно важной.

## Перечень наград

### Медаль «15 лет вывода советских войск из Демократической Республики Афганистан»
К 15-летию вывода советских войск из Афганистана, комитетом, совместно с Академией русской символики «Марс», выступившей индивидуальным разработчиком и изготовителем медалей, были учреждены следующие награды: памятная медаль «15 лет вывода советских войск из Демократической республики Афганистан» и «Ветеран боевых действий». Медалями награждаются согласно решению Комитета по делам воинов-интернационалистов при Совете глав правительств государств-участников Содружества. Комитет обращался с ходатайством к правительству Российской Федерации о выпуске государственной награды — медали «15 лет вывода советских войск из демократической республики Афганистан». Но оно не было поддержано из-за отсутствия финансирования данного проекта. Учреждение юбилейной медали, посвящённой 15-летию вывода советских войск из Афганистана, состоялось на Конференции воинов-интернационалистов СНГ 5 июля 2003 года в городе Екатеринбурге.
Как отмечает Начальник отдела Института военной истории МО РФ, кандидат исторических наук Виктор Стрельников, статут награды соответствует негосударственной ведомственной памятной юбилейной медали. По Положению о награде, медалью «15 лет вывода советских войск из Демократической республики Афганистан» награждаются участники боевых действий и специальных операций в Афганистане. Также наградой отмечаются и участники других локальных войн и конфликтов, государственные и общественные деятели, руководители органов исполнительной власти ветеранских организаций, которые внесли весомый вклад в развитие ветеранского движения, и за активное участие в работе по социальной, медицинской реабилитации ветеранов локальных войн и конфликтов.
На аверсе медали изображена заключительная сцена вывода советских войск из Афганистана: Бронетранспортер, съезжающий с Моста Дружбы через Амударью, на фоне горных вершин. Военнослужащие на броне держат в руках развевающееся на ветру красное знамя. Цветовое решение ленты — синий, жёлтый и серый цвета — символизирует медали «За отвагу» и «За боевые заслуги». Первые награждения медалью «15 лет вывода советских войск из Демократической республики Афганистан» состоялись в канун 15-летия вывода советских войск из Афганистана в 2004 году.

### Медаль «20 лет вывода советских войск из Демократической Республики Афганистан»
| Медаль «20 лет вывода советских войск из Демократической Республики Афганистан» | Медаль «20 лет вывода советских войск из Демократической Республики Афганистан» |
| ------------------------------------------------------------------------------- | ------------------------------------------------------------------------------- |
|                                                                                 |                                                                                 |
| Страна                                                                          | СНГ                                                                             |
| Тип                                                                             | награда органа СНГ                                                              |
| Статистика                                                                      |                                                                                 |
| Дата учреждения                                                                 | 27 сентября 2008                                                                |

Цветовое решение ленты к медали «20 лет вывода советских войск» повторяет цветовую композицию предыдущей награды, с незначительными изменениями. То же самое, касаемо сюжета. На аверсе медали помещено изображение скульптурной композиции «Воин-интернационалист», установленной на Поклонной горе в г. Москве (скульптор: Заслуженный художник Российской Федерации С. А. Щербаков) и моста через реку Пяндж. В правой верхней части медали расположены римская цифра «XX», и надпись: «ЛЕТ». На реверсе медали: по кругу расположена надпись: «20 лет вывода советских войск из Афганистана»; в нижней части изображение пятиконечной звезды; в центре построчная надпись заглавными буквами: «Честь, доблесть, мужество и слава».
20-летие вывода советских войск из Афганистана отмечалось 15 февраля 2009 г. Подготовку к празднику ветеранские организации начали за полтора года. Тогда же был сформирован оргкомитет по подготовке к этой дате, в который вошли губернатор Московской области, председатель всероссийской организации «Боевое братство», Герой Советского Союза Борис Громов, лидер общероссийской общественной организации «Российский Союз ветеранов Афганистана», первый заместитель председателя комитета Госдумы РФ по делам ветеранов Франц Клинцевич, председатель Комитета по делам воинов-интернационалистов при совете глав правительств государств-участников СНГ, Герой Советского Союза Руслан Аушев. Каждая из этих ветеранских организаций учредила свои награды к памятной дате.
Следует отметить, что это далеко не все награды общественных и ветеранских организаций, посвящённые афганской войне. Существуют медали «Участнику войны в Афганистане 1979—1989 гг.», «В память десятилетия вывода советских войск из Афганистана», «Вывод советских войск из Афганистана 1989—2004 гг.». Памятные награды выпускались ветеранскими организациями и в других странах СНГ, например в Белоруссии, Украине и Молдове.

### Медаль «Ветеран боевых действий»
Медаль «Ветеран боевых действий» была учреждена 19 февраля 2005 года, на заседании Координационного Совета в г. Кишинёве.
Согласно положению о награде, медаль «Ветеран боевых действий» вручается ветеранам локальных войн, военных конфликтов за пределами бывшего СССР, имеющих удостоверение участника войны или удостоверение участника боевых действий, установленного в государствах Содружества независимых государств образца, а также лицам, которые направлялись СССР для работы в зоны военных конфликтов, в период боевых действий.
Медаль «Ветеран боевых действий» представляет собой золотистый круг, диаметром 32 мм. На лицевой стороне медали изображён стилизованный земной шар (что символизирует собой участие советских граждан в боевых действиях на территории многих других государств мира), с линиями параллелей и меридианов. В центре круга изображены положенные крест-накрест лавровая ветвь (символ славы и доблести) и автомат Калашникова (наиболее распространённый на земле вид оружия). По окружности медали, в верхней части, расположена надпись «Честь», «Слава», «Отвага»; в нижней части — пятиконечная звезда. На оборотной стороне медали расположены: надпись в три строки: «Ветеран боевых действий», пятиконечная звезда и орнаментальная полоска. Между надписью и орнаментальной полоской предусмотрено место для гравировки номера. Красный цвет ленты символизирует мужество, стойкость и героизм участников боевых действий, а также Государственный флаг СССР. Серая полоса, окаймлённая справа и слева синими полосками символизирует одну из наиболее почётных боевых наград — медаль «За отвагу».
К положению о награде прилагается список войн и конфликтов, за участие в которых награждаются данной медалью:

| - Боевые действия в Испании - Боевые действия в Китае - Боевые действия в Корее | - Боевые действия в Венгрии - Боевые действия в Алжире - Боевые действия в Египте (ОАР) | - Боевые действия в Йемене (ЙАР) - Боевые действия во Вьетнаме - Боевые действия в Сирии | - Боевые действия в Анголе - Боевые действия в Мозамбике - Боевые действия в Эфиопии | - Боевые действия в Афганистане - Боевые действия в Камбодже - Боевые действия в Бангладеш | - Боевые действия в Лаосе - Боевые действия в Сирии и Ливане |